# Carlo Maranghi
Carlo Maranghi (Genova, 15 gennaio 1888 – Roma, 1º giugno 1940) è stato un calciatore e allenatore di calcio italiano.

## Carriera
Esordì nella Prima Categoria 1908 con i genovesi dell'Andrea Doria, club con il quale raggiunse il terzo posto del girone finale.
Nel 1909 passò al Piemonte e poi allo Spinola a cui seguì, l'anno dopo, il trasferimento tra i rossoblu del Genoa.
Con i grifoni esordì nella stagione 1910-1911, nella sconfitta casalinga per uno a zero contro la Pro Vercelli il 5 febbraio 1911, che fu l'unica presenza stagionale. Il Genoa terminò l'annata con il quinto posto.
La stagione seguente gioca undici incontri, segnando due reti, ottenendo il terzo posto finale.
Nel 1912 alla Lazio, società per la quale giocherà sino al 1922.
Con i biancocelesti raggiunge le finalissime di campionato 1912-1913 e 1913-1914, perdendole entrambe: la prima contro la Pro Vercelli e la seconda contro il Casale.
Una volta ritiratosi dalla carriera agonistica, rimane comunque nel mondo del calcio, difatti nella stagione 1923-1924 diventa, insieme al maltese Silvio Mizzi, vice-allenatore della formazione laziale, guidata dal tecnico Guido Baccani.
Lasciato lo sport divenne stimato chirurgo.